# 12442 Beltramemass
12442 Beltramemass è un asteroide della fascia principale. Scoperto nel 1996, presenta un'orbita caratterizzata da un semiasse maggiore pari a 3,0271694 UA e da un'eccentricità di 0,1402218, inclinata di 10,31679° rispetto all'eclittica.